# Kriminalitet
 "Forbrydelse" omdirigeres hertil. For andre betydninger af Forbrydelse, se Forbrydelse (flertydig).
 Denne artikel bør gennemlæses af en person med fagkendskab for at sikre den faglige korrekthed.

Kriminalitet eller forbrydelse refererer til juridisk forbudte handlinger, der kan straffes. Personer, som begår kriminalitet, kaldes kriminelle. En kriminel kan få  straf som bøde eller fængsel. Afsoning af en fængselsdom kan gøres betinget af, at den domfældte afholder sig fra ny kriminalitet i en fastsat periode eller yder samfundstjeneste. Straffen og dens udmåling afhænger af, hvor kriminaliteten er udøvet.
Der findes mange former for kriminalitet:
- Bankrøveri
- Lommetyveri
- Tasketyveri
- Computerkriminalitet (hacking, spamming etc.)
- Vold
- Narkokriminalitet
- Menneskesmugling
- Rufferi
- Økonomisk kriminalitet
- Hærværk
- Voldtægt
- Bedrageri
- Brud på ministeransvarlighedsloven.

## Mørketal
Mørketallet er den procentdel af den totale kriminalitet, som ikke bliver anmeldt og derfor er skjult i statistikkerne. Mørketallet er et problem i statistik.
De første kriminologer var opmærksomme på mørketallene. Den belgiske astronom og matematiker L.A.J. Quételet (1796-1874) udnyttede tidligt den officielle kriminalstatistik til kortlægning af kriminalitetens fordeling på alder, køn osv. Quételet fremhævede den skjulte kriminalitet som et problem, men konkluderede, at der formentlig var et konstant forhold mellem den og den registrerede kriminalitet. Han tilføjede, "for ellers ville kriminalstatistikken jo være absurd!".